# Chen Zuyi

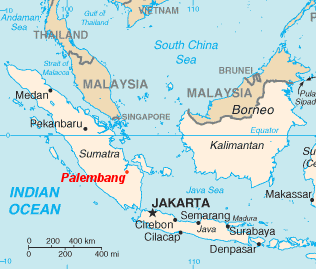
Palembang, capitale de Sumatra sous Chen Zuyi

Chen Zuyi (chinois traditionnel : 陳祖義 ; pinyin : Ch'en Tsu-i; mort en 1407) est un pirate chinois du XVe siècle venant de Guangdong. Ce fut un des plus puissants pirates à avoir jamais écumé les mers d'Asie du Sud-Est. Il dirigeait la ville de Palembang et attaquait le détroit de Malacca afin de piller les navires marchands, qu'ils soient locaux ou étrangers. Il fut arrêté par l'amiral Zheng He en 1407 et exécuté.

## Début de carrière
D'après les documents Ming, son nom apparaît pour la première fois peu après 1400, quand un convoi Ming fut attaqué par des pirates dirigés par Chen Yuzi.
En 1405, profitant de l'absence de l'administrateur de Palembang, Chen Yuzi s'autoproclame roi de la ville. Il y base sa flotte forte de plus d'une quinzaine de navires et de plusieurs milliers d'hommes. C'était la plus grande force de pirate d'Asie du sud-est.

## Défaite par Zheng He
En 1407, la première expédition de l'amiral Zheng He, sur le trajet du retour vers la Chine, jette l'ancre à Palembang. Prévenu de l'attitude de Chen Zuyi et de son usurpation du pouvoir, Zheng He lui livre bataille. Durant les combats, plus de 5 000 pirates furent tués, dix de leurs navires coulés et sept capturés. Chen Zuyi et plusieurs de ses lieutenants furent capturés vivants.
De retour à Nanjing, lui et ses lieutenants furent condamnés à mort et exécutés.